# Alxanlı ágyúzása
Alxanlı ágyúzása vagy az Alxanlı-tragédia (azeriül: Alxanlı faciəsi) az Azerbajdzsáni Füzuli járás, Alxanlı faluban lévő háznak az Örmény Fegyveres Erők által 2017. július 4-én 82 mm-es és 120 mm-es tüzérséggel történő bombázása volt. a ágyúzása során meghalt az 51 éves azerbajdzsáni civil Sahiba Guliyeva és 18 hónapos unokája, Zahra Guliyeva. Ezen kívül egy másik nő, az 52 éves Sarvinaz Guliyeva súlyosan megsérült, de túlélte az esetet.

## Reakciók
Mindkét fél a tűzszünet megsértésével vádolta egymást. Shavarsh Kocharyan örmény külügyminiszter azt állította, hogy Azerbajdzsán a felelős minden áldozatért a "Karabah elleni folyamatos katonai provokációk" miatt. A Hegyi-Karabah Köztársaság helyi hatóságai azt állították, hogy Azerbajdzsán az Alxanlı lakóépületei közelében lévő állásokról lőtt. Vagif Dargahli, azerbajdzsáni védelmi minisztérium szóvivője cáfolta ezeket az állításokat, és kijelentette, hogy a bombázás idején nem volt katonai parancsnokság vagy lőállomás Alxanlıban. 2017. július 6-án az azerbajdzsáni állam és a helyi hatóságok Azerbajdzsánba akkreditált külföldi katonai attasák és a külföldi média képviselői Alxanlıba látogatást szerveztek. A török külügyminisztérium és Irán azerbajdzsáni nagykövete, valamint az Egyesült Királyság és Oroszország parlamenti képviselői elítélték az örmény oldalt a polgári lakosság elleni támadások miatt.